# Карибська гіндустані
Карибська гіндустані (деванаґарі: कैरेबियाई हिंदुस्तानी; кайтхі: 𑂍𑂶𑂩𑂵𑂥𑂱𑂨𑂰𑂆⸱𑂯𑂱𑂁𑂠𑂳𑂮𑂹𑂞𑂰𑂢𑂲; персо-арабська: کَیریبئائی ہندوستانی) — індоарійська мова, якою розмовляють індокарибці та індокарибська діаспора. Це мова койне, в основному заснована на діалектах бходжпурі та авадхі. Ці діалекти гіндустані були найбільш поширеними діалектами індійців, які прибули до Карибського басейну з Індії як наймані робітники. Вона тісно пов'язана з фіджійською гінді та бходжпурі-гіндустані, якими розмовляють на Маврикії та в Південній Африці.
Оскільки більшість людей приїхала з регіону Бходжпур у Біхарі, Уттар-Прадеш і Джаркханд, а також регіону Ауд в Уттар-Прадеш, на карибську гіндустані найбільше вплинули бходжпурі, авадхі та інші діалекти східної гінді -біхарі. Гіндустані (стандартна гінді—стандартна урду) також вплинула на мову завдяки надходженню боллівудських фільмів, музики та інших засобів масової інформації з Індії. Вона також має незначний вплив тамільської та інших південноазіатських мов. Мова також запозичила багато слів з голландської та англійської в Суринамі та Гаяні та англійської та французької мов у Тринідаді та Тобаго. Багато слів, унікальних для карибської гіндустані, були створені, щоб задовольнити нове середовище, в якому зараз живуть індо-карибці. Після введення стандартної гіндустані в Карибському басейні, карибська гіндустані розглядалася багатьма жителями Індо-Карибського басейну як ламана версія гінді, однак через пізніші академічні дослідження вважалося, що вона походить від бходжпурі, авадхі та інших діалектів і насправді не була такою. Ламана мова, але своя власна унікальна мова, що в основному походить від діалектів бходжпурі та авадхі, а не діалекту харіболі, як стандартна гінді та урду, отже, різниця.
Індокарибці розмовляють карибською гіндустані як простою мовою, незалежно від їхнього релігійного походження. Хоча індуси, як правило, використовують більше санскритської лексики, а мусульмани — перської, арабської та тюркської лексики, подібно до стандартного поділу гінді-урду мови гіндустані. Під час написання індуси використовують письмо деванаґарі, тоді як деякі мусульмани, як правило, використовують персо-арабське письмо в каліграфічному почерку насталік, що слідує алфавіту урду; історично також використовувалося письмо кайтхі. Однак через занепад мови ці писемності не мають широкого використання, і найчастіше використовується латиниця через звичність і легкість.
Музика чатні, чатні сока, чатні паранг, байтак гана, народна музика, класична музика, деякі індуїстські релігійні пісні, деякі мусульманські релігійні пісні та навіть деякі індійські християнські релігійні пісні співаються карибською гіндустані, іноді змішуючи з англійською в англомовних країнах Карибського басейну або голландська в Суринамі та голландських Карибських островах.

## Гаянська гіндустані
Карибський гіндустані Гаяни відомий як гвіанський гіндустані, гаянський бходжпурі, пуранія гінді або айлі гайлі. Нею розмовляють деякі члени спільноти з 300 000 індогаянців, в основному представники старшого покоління. На ніккерсько-бербіському гіндустанському діалекті гаянської гіндустані та сарнамі розмовляють у Східному Бербісі-Корентайні в Гаяні та сусідньому районі Ніккері в Суринамі.

## Тринідадський гіндустані

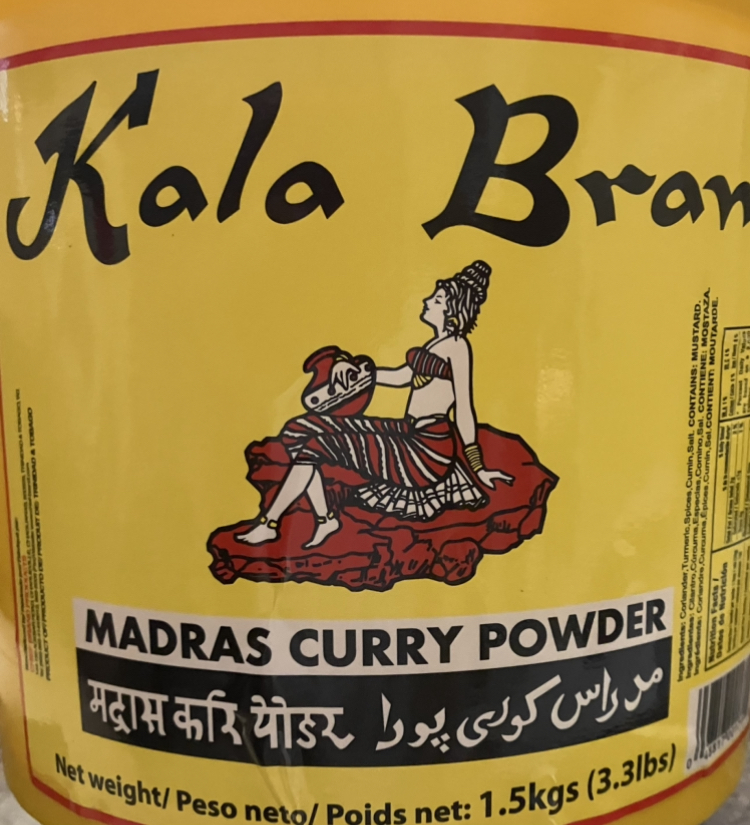
Тринідадський текст гіндустані деванагарі та персо-арабською мовою на коробці порошку каррі з Тринідаду і Тобаго.

Варіант, яким розмовляють у Тринідаді й Тобаго, відомий як тринідадська гіндустані, тринідадська бходжпурі, тринідадська гінді, індійська, плантаційна гіндустані або гаон ке болі (сільська мова). Більшість ранніх індійських іммігрантів розмовляли діалектами бходжпурі та авадхі, які пізніше сформувалися в тринідадську гіндустані. У 1935 році індійські фільми почали показувати глядачам Тринідаду. Більшість індійських фільмів були на діалекті стандартної гіндустані (хінді-урду), і цей діалект тринідадської гіндустані дещо змінив шляхом додавання стандартних фраз і лексики гінді та урду до тринідадської гіндустані. Індійські фільми також пожвавили гіндустані серед індотринідадців і тобагонців. Британський колоніальний уряд і власники маєтків з презирством і презирством ставилися до мов гіндустані та індіанців у Тринідаді. Через це багато індійців сприймали її як зламану мову, яка тримала їх у злиднях і прив'язувала до полів очерету, і не передали її як першу мову, а радше як мову спадщини, оскільки вони віддавали перевагу англійській як виходу. Приблизно з середини до кінця 1960-х лінгва франка індотринідадців і тобагонців перейшла з тринідадської гіндустані на свого роду гіндінізовану версію англійської мови. Сьогодні хіндустані існує завдяки індо-тринідадським і тобагонським музичним формам, таким як бгаджан, індійська класична музика, індійська народна музика, фільмі, пічакарі, чатні, чатні-сока та чатні-паранг. Станом на 2003 рік близько 15 633 індо-тринідадців і тобагонців розмовляють тринідадською гіндустані, а станом на 2011 рік близько 10 000 розмовляють стандартною гінді. Багато індо-тринідадців і тобагонців сьогодні розмовляють типом гінгліш, який складається з тринідадсько-тобагонської англійської мови, яка значною мірою пронизана лексикою та фразами тринідадської гіндустані, і багато індо-тринідадців і тобагонців сьогодні можуть читати фрази чи молитви гіндустані. У Тринідаді й Тобаго є багато місць, які мають назви гіндустанського походження. Деякі фрази та лексика навіть потрапили в основну англійську та англійський креольський діалект країни. Всесвітній день гінді відзначається щороку 10 січня під час заходів, організованих Національною радою індійської культури, Фондом Гінді Нідгі, Верховною комісією Індії, Інститутом культурного співробітництва Махатми Ґанді та Санатан Дгарма Маха Сабга.

## Сарнамі гіндустані

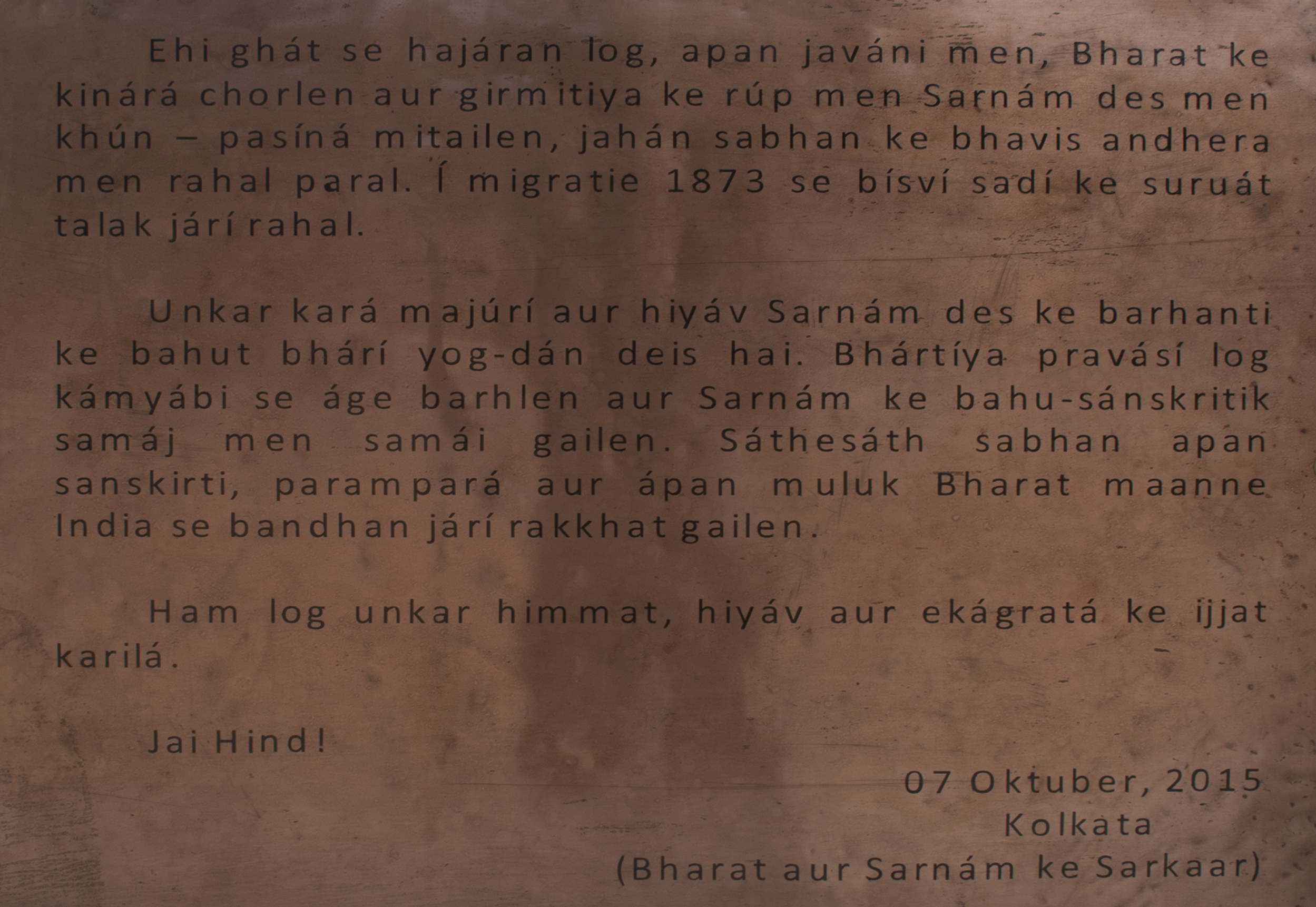
Меморіальна дошка сарнамі гіндустані (римське письмо) на Меморіалі Сурінаму, Гарден Річ, Колката, Західний Бенгал, Індія

Сарнамі або сарнамі гіндоестані або сарнамі гіндустані, що означає суринамська мова гіндустані, є третьою за поширеністю мовою в Суринамі після голландської та сранан-тонго (двох лінгва франка). Вона розвинулася як злиття мов бігарі та східної гінді, зокрема бходжпурі, авадхі та — меншою мірою — маґадгі. Більшість учених сходяться на думці, що бходжпурі є головним внеском у формування сарнамі. В основному нею розмовляє індосуринамська спільнота Сурінаму (приблизно 27 % населення) і всередині неї, тому вона не вважається третьою лінгва франка. Хоча сарнамі є переважно мовою неформального повсякденного спілкування, традиційною престижною мовою спільноти є стандартна гінді-урду в будь-якому з її літературних варіантів: гінді (сучасна стандартна гінді) для індуїстів і урду для мусульман. Подібно до того, як ямайське патуа використовується неофіційно, а ямайська стандартна англійська або королівська англійська вважаються більш престижними. Байтак ґана є найвідомішим жанром музики, що виконується мовою сарнамі гіндустані.

### Ніккерсько-бербіська гіндустані
Ніккерсько-бербіська гіндустані, яку також називають ніккерською сарнамі або бербіською гіндустані, є унікальним діалектом сарнамі та гаянської бходжпурі-гіндустані, який розвинувся в районі Ніккері в Суринамі та сусідньому графстві Бербіс (сучасний Східний Бербіс-Корентайн) у Гаяні під час колоніальних часів наприкінці 19 століття до початку 20 століття. Хоч Ніккері в Суринамі та Бербіс у Гаяні розташовані в різних країнах, розділених річкою Корантейн, групи нащадків індійських найманців, які оселилися в обох областях, існували як одна індіанська громада, і часто відбувалися шлюби між індіанцями з Ніккері та індіанцями в Бербісі та навпаки. Відмінність у колоніальній і постколоніальній незалежній історії у двох районах призвела до того, що індіанці в Ніккері в Суринамі змогли зберегти діалект, тоді як у Бербісі в Гаяні він значною мірою вимер, однак багато слів і фраз з діалекту було включено в гаянську англійську креольську Бербіс. Сьогодні решта носіїв гаянської гіндустані переважно розмовляють ніккерійсько-бербіським діалектом через наплив ніккерійців у Бербіс. Ніккерійсько-бербіська мова гіндустані здебільшого взаємно зрозуміла з мовою сарнамі, якою розмовляють в решті Сурінаму, хоча є багато слів з гаянської англійської креольської та англійської мов. Ніккерійсько-бербіська гіндустані також взаємнозрозуміла з гвіанською гіндустані, якою розмовляють у решті Гаяни, однак, на відміну від Суринаму, індіанці в Гаяні переважно прийняли гвіанську англійську креольську мову як свою першу мову, і нею розмовляють переважно люди похилого віку, індуїстські священники та індійські іммігранти з Сурінаму.

## Дослідження та рекламні зусилля
Ранні дослідження мови проводили Мотілалл Раджванші Мархе з Суринаму, Пеггі Мохан і Нур Кумар Махабір з Тринідаду і Тобаго та Сурендра Кумар Гамбхір із Гаяни. Спроби зберегти мову роблять Caribbean Hindustani Inc. на чолі з Вішамом Бхімулом, Sarnami Bol Inc. на чолі з Раджсінхом Раманджулу в Суринамі, Карен Дасс в Тринідаді і Тобаго та Гаррі Гергаш у Канаді, який родом із Гаяни.

## Виноски
1. ↑  Насталік, абетка урду